# Боровое (Новосибирская область)
Боровое — село в Новосибирском районе Новосибирской области, административный центр муниципального образования Боровского сельсовета.

## География
Площадь села — 337 гектаров.

## Население
| 2002 | 2007  | 2010  |
| ---- | ----- | ----- |
| 1839 | ↗1916 | ↘1694 |

## Инфраструктура
В селе по данным на 2007 год функционируют 1 учреждение здравоохранения и 1 учреждение образования.